# 분열 (심리학)
분열(Splitting, 흑백논리black-and-white thinking, 실무율적 사고/이분법적 사고all-or-nothing thinking)은 자아와 타자의 긍정적인 부분과 부정적인 부분을 종합적이고 현실적인 하나의 형태로 통합해서 사고하는 것이 불가함을 말한다. 이는 일반적인 방어기제이다. 일례로 한 개인의 행동과 동기는 중간이 없이 모두 좋거나 혹은 모두 나쁘다는 식으로 사고하는 것처럼, 분열 성향의 개인은 극단적으로 생각하려 한다.
분열은 로널드 페어번(Ronald Fairbairn)의 대상 관계 이론(object relations theory)에서 처음 정의되었다. 이는 영아가 할 일을 잘 하는 부모(좋은 대상)와 반응하지 않는 부모(불만족스러운 대상)를 동일한 개체로 통합하지 못하고 좋은 것(the good)과 나쁜 것(the bad)으로 분리해서 보는 것으로 시작한다. 심리분석이론에서 이는 방어기제로 작용한다고 본다.

## 대인관계
분열은 불안정한 대인관계를 초래한다. 분열 성향의 개인은 어느 한 타인에 대하여 경우에 따라 착한 사람으로도 악한 사람으로 보기 때문이다. 이는 이러한 성향의 사람이 주체의 욕구를 충족시키거나 좌절시키는 것에 따라 다르다. 경험과 자기평가에서도 이와 유사한 기복을 보이며, 혼란스럽고 불안정한 관계 패턴, 정체성 혼란, 기분변동(mood swing)을 가져온다. 이러한 기복으로 인하여 치료 과정은 지연될 수 있는데, 치료자 역시 완전 좋거나 완전 나쁜 사람으로 보일 수 있기 때문이다. 치료에 대한 안 좋은 결과를 극복하고자, 치료자는 계속해서 해석해줘야 한다.
분열은 불안정한 관계와 강렬한 감정 경험을 겪게 한다. 분열은 청소년기에 흔히 보이지만, 일시적이다. 분열은 특히 경계선성격장애(borderline personality disorder)와 함께 언급되기도 한다. 치료법은 변증법적 행동치료(dialectical behavior therapy)에 기반하여 개인, 집단, 커플을 대상으로 하는 식으로 발전해 왔다. 또한 분열로 인한 부작용에 시달리는 개인들에게 유용한, 마음챙김(mindfulness)과 정서 조절(emotional regulation) 등의 자가치유서(self-help book)도 있다.

## 관련 증상

### 경계선성격장애
분열은 경계선 성격장애(borderline personality disorder) 성향에게 흔한 방어 기제이다. 경계선성격장애를 분별하는 기준인 DSM IV-TR에서 분열은 "이상화와 평가절하 양극단을 오고 가는 식의 불안정하고 강렬한 대인관계 유형"이라고 표현된다. 심리분석이론에서, 경계선성격장애는 자아는 물론 타인에 대하여서도 좋은 것과 나쁜 것을 통합시키지 못한다고 본다. 이로 인해 한 대상이나 개인에 대하여 부정적으로 묘사하게 된다.

### 자기애성성격장애
자기애성성격장애(narcissistic personality disorder) 성향의 사람들은 분열을 주요 방어 기제로 삼아, 자아 긍정성을 안정화하고 자존감을 지키려 한다. 자신을 강직하거나 존경스러운 사람으로 인식하고 자신의 의지나 가치와 맞지 않는 타인을 경멸한다.
분열 성향은 이상화와 폄하와 같은 타인의 관련 방어 기제를 사용하기도 한다. 이는 자기애 분노와 자기애 손상(narcissistic rage and narcissistic injury)에 대한 방어적 태도 혹은 반응을 의미한다.

### 우울
우울증(depression)에서, 과장된 이분법적 사고는 자기 강화 사이클(self-reinforcing cycle)을 형성할 수 있다. 이러한 사고는 정서증폭자(emotional amplifier)로도 불리는데, 진행될수록 더욱 강렬해지기 때문이다. 전형적인 이분법적 사고는 다음과 같다.
- 나의 노력은 성공하거나 실패할 것이다.
- 타인은 무조건 선하거나 악하다(all good or bad).
- 나는 무조건 선하거나 악하다.
- 우리 편이 아니면, 우리 적이다.

## 관련 연구자

### 자네, 블로일러, 프로이트
의식에서의 분열('정상 자아' 대 '부차 자아')은 프랑스 정신의학자 피에르 자네(Pierre Janet)가 자신의 저서 『정신자동성(精神自動性)(De l'Automatisme Psychologique)』(1889)에서 최초로 고안하였다. 스위스 심리학자 오이겐 블로일러(Eugen Bleuler)와 독일의 정신분석학자 지그문트 프로이트(Sigmund Freud)는 자네의 이론을 확장하여, 의식의 분열(the splitting of consciousness)을 천성적 약함(innate weakness)의 산물이 아니라 내적 갈등(inner conflict)에서 온 산물이라고 주장하였다. 억압(repression) 개념의 고안과 함께, 분열은 수년동안 프로이트 이론의 배경이 되었으며, 이중인격 사례에 큰 영향을 주었다. 그러나 말년의 연구를 살펴보면 프로이트의 관심은 자아(ego)가 분열 혹은 분리를 스스로 일으켜서 갈등을 회피하는 방식에 쏠려 있었다. 이러한 주제는 1940년 출간된 『정신분석학 개요(An Outline of Psycho-Analysis)』를 통해 대물도착(fetishism)은 물론 신경증(neurotic)으로까지 확장되었다.
프로이트의 딸 안나 프로이트(Anna Freud)는 건강한 유년기 발달에서 애정과 공격본능의 분열을 피할 수 있는 방법에 대하여 연구하였다.

### 멜라니 클라인
이러한 연구자들 이전에, 프로이트 연구에서 'splitting'이라는 용어가 다른 용례로 쓰인 경우도 있었다. 즉 동화에서 좋은 엄마와 나쁜 계모가 등장하는 식으로 좋아하기만 하는 사람이 있고 싫어만 하는 사람이 있도록 모순 감정(contradictory feeling)을 분리하여(split) 양가성을 해결한다는 것을 지칭한다. 혹은 사랑과 증오라는 반대되는 감정과 함께 두 대립항 중에 하나가 다른 하나로부터 분리되어야 했는데 대개는 증오가 억압되었다는 식이다. 이러한 분리는 고립에 대한 방어와 밀접하게 연결되며 대상을 마음이 맞는 경우와 그렇지 않은 경우로 분리하여, 단절(disconnection)을 형성한다'는 것이었다.
이는 후에 멜라니 클라인(Melanie Klein)이 주로 도입하여 사용한 'splitting'의 의미였다. 프로이트 이후, 클라인의 연구는 이에 관한 가장 중요한 업적을 이뤘는데, 클라인의 연구는 '좋은 대상(good object)'과 '나쁜 대상(bad object)'이라는 용어를 사용하면서 '대상 분열(splitting of the object, Objektpaltung)' 이론을 계발하였다. 자신의 대상 관계 이론(object relations theory)에서, 클라인은 아이가 사랑과 증오라는 두 개의 일차적 욕동(primary drive)을 건설적인 사회적 상호 작용으로 통합해 나가는 가운데, 영아의 최초 경험은 완전히 좋은 대상을 가진 완전히 좋은 사람과 완전히 나쁜 대상을 가진 완전히 나쁜 사람을 나누는 것(split)이라고 주장한다. 유년기 발달에서 중요한 단계는 양극단에 놓인 이 두 개의 욕동을 점진적으로 하나로 통합해 간다는(depolarization) 것이다.
클라인이 고안한 '편집 분열 자리(paranoid-schizoid position)'에도, 아기 때에 경험하고 어린아이 때에도 밀접한 것과 같이, 모든 것이 극단적으로 사랑과 증오로만 분리되어 있기 때문에, 아이들이 좋아하는 것들(좋고 만족스러운 대상)과 아이들이 싫어하는 것들(나쁘고 실망시키는 대상)을 엄격하게 구분하는 것이 포함되어 있다. 클라인은 분열된 정신적 독립체(split mental entity)로서 좋은 젖가슴(the good breast)와 나쁜 젖가슴(the bad breast)을 언급한다. 이는 원초적 상태가 대상을 '좋은' 부분과 '나쁜' 부분으로 해체하려 한다는 방식에서 비롯된다. 이를 '부분대상(part object)'이라 부른다. 아이는 한 엄마에게 속한 동일한 젖가슴도 경우에 따라 전혀 반대되는 것으로 받아들인다. 아이는 사람과 대상이 동시에 좋을 수도 나쁠 수도 있다는 사실을 알게 됨에 따라, '우울 자리(depressive position)'라는 다음 단계로 넘어가게 된다. 이 단계는 자아나 타인의 실체에 서서히 그러나 고통스럽게 접근하는 것이다. 분열을 통합하고 균형을 잡아갈 수 있는 능력을 갖추는 것은 초기 유년기에 지속되지만 사실 평생 끝나지 않는 과업인 것이다.
그러나 클라인학파(Kleinians)는 프로이트가 처음 고안한 splitting 개념을 활용하여, 분열 관련 과정에서 사람이 자기 자아를 분열시키는 방식을 설명하기도 한다. 이것이 바로 '자아 분열(splitting of the ego)'이다. 클라인 본인은 자아 안에서 발생하는 관련된 분열없이 내적 대상(internal object)이나 외적 대상(external object)을 자아는 분열시킬 수 없다는 주장을 유지하였다. 분열 이론이 프로이트와 클라인에게 있어 같은 의미로 사용되지 않는다는 부분에서만큼은 논쟁이 있다. 프로이트에게 있어서는, 분열 자체가 처음부터 내재하기 때문에 자아는 '부득이 타고나면서(passively)' 자아가 분리되어 있다는 사실을 발견한다고 보지만, 클라인과 후기클라인학파(post-Kleinians)에게는 분열은 '스스로 만들어내는(active)' 방어기제라는 것이다. 그 결과, 후기클라인학파는 세기말이 되면 다른 많은 가능성들 가운데 네 종류의 분열이 규명될 수 있다고 믿었다. 즉 '대상에 대한 일관된 분리(a coherent split in the object), 자아에 대한 일관된 분리(a coherent split in the ego), 대상의 파편화(a fragmentation of the object), 자아의 파편화(a fragmentation of the ego)가 그것이다.

### 오토 컨버그
오토 컨버그(Otto Kernberg)의 발달모델에서 분열 극복은 중요한 발달 과업(developmental task)이다. 아이는 사랑과 증오의 감정을 통합하는 것을 알아가야 한다. 컨버그는 아이의 발달과정에서 분열에 대하여 다음과 같이 세 가지 단계로 나눴다.
1. 아이는 서로 다른 독립체로서 자아와 대상, 좋은 것과 나쁜 것을 경험하지 않는다.

2. 좋고 나쁜 것은 서로 다른 것으로 본다. 자아와 타자의 경계가 아직 불안정하기에, 한 개인으로서 타자는 그들의 행동에 따라 완전히 좋거나 완전히 나쁘다. 이는 타인을 나쁘다고 생각하는 것이 자아 역시 나쁘다는 것을 의미한다는 것이기도 하다. 그렇기에 양육자를 좋은 사람으로 생각하는 편이 낫고, 그래서 자아 역시 좋게 보이게 된다. 자아와 의미있는 타자에 대한 극단적으로 반대되는 애정상과 증오상을 통합하면서, 견디기 어려운 불안(anxiety)과 죄책감(guilt)을 경험하게 된다.

3. 자아와 타자가 좋고 나쁜 특징을 모두 가지고 있다는 것을 알게 되면서, 외적 대상(external object)을 '완전히 좋은 것'이나 '완전히 나쁜 것'으로 분리해 보는 분열은 해소되기 시작한다.
이러한 발달과업을 제대로 수행하지 못하면, 경계선장애 병증이 나타날 수 있다. 경계선 성격 조직(borderline personality organization)에서 컨버그는 분열 방어 기제를 사용함으로써 발생하는 해리된 자아 상태(dissociated ego state)를 발견하였다. 이후 컨버그는 최초의 분열된 극단적인 상황보다는 보다 지속적이고 복합적이면서 포괄적인 무언가를 만들어내기 위하여, 원치 않는(unwanted) 자기표상(self representation)과 대상표상(other representation)을 치료자에게 반복적으로 양극단을 오가며 투사(projection)하는 것에 대한 분석을 목표로 삼았다.

## 수평과 수직
하인츠 코헛(Heinz Kohut)은 자신의 자기심리학(self psychology) 연구에서 수평적 수직적 형태의 분열 사이의 차이점을 주장하였다. 기존의 정신분석학에서 억압은 각 정신 단계 사이에 있는 수평장벽(horizontal barrier)으로 보았다. 이를테면 불편한 진실은 겉으로는 수용하면서도 마음 깊은 곳에서는 거부하는 것과 같은 것이다. 이러한 마음의 수직적 균열(vertical fracture)에 대하여, 코헛은 상호 부인(mutual disvowal)으로 나뉜 양립불가한 태도를 가지고 있는 두 부분이라는 형태로 대비시켰다.

## 전이
이성을 따르고 판단하는 부분(a reasonable, judging portion)과 경험하는 부분(an experiencing portion)으로 자아가 분열되는 것을 통해서, 전이(transference)를 해석하는 것이 효과적일 것이라는 의견도 있었다. 이성을 따르고 판단하는 부분에서 볼 때, 경험하는 부분은 현재에는 맞지 않는 과거 경험에서 온 것이다. 즉, 현재 상황에서 어떻게 행동할 것인가를 놓고 판단할 때, 이성을 따르고 판단하는 부분의 자아 입장에서는, 현재 상황을 근거로 판단하고서, 이러한 판단을 근거로 도출된 다양한 선택지들 가운데에 현재 상황에 있어서 가장 적절한 답을 선택한 후에 행동해야 한다는 것을 지지할 것이다. 반면, 경험하는 부분의 자아 입장에서는, 과거 경험 속에서 현재 상황과 유사한 상황을 떠올리고, 그때의 감정이나 경험을 근거로 행동을 취한다는 것이다. 예를 들어, 무언가를 얻고자 할 때, 이성을 따르고 판단하는 부분을 통하여 판단하면, 현재 상황에 알맞는 선택지를 골라서(예를 들어, 얻고자 하는 물건을 가진 사람을 설득한다든지, 혹은 얻고자 하는 물건을 구매한다든지 하는 것, 물건을 가진 사람을 설득하여 얻는 방식에 있어서도, 상대방에게 적당한 자료와 근거를 제시하는 방식으로 설득하든지, 아니면 상대방의 감성을 이용하여 설득하든지 등) 물건을 구할 것이다. 반면, 경험하는 부분의 자아 입장에서는, 미성숙한 어린 시절의 경험을 바탕으로, 상대방에게 어린아이처럼 떼를 써서 요구한다든지 하는 방식으로 원하는 것을 얻으려 할 것이다.
이런 의미에서, 분열은 병리적 현상과는 거리가 멀며, 하나의 자아 인식(self-awarness) 과정을 보여주는 것이라고 할 수 있다. 그럼에도 바람직한 자아 분열과 자기 관찰(self-observaton)이 고립(isolation)을 고수하는 식의 병리적 분열과 어떻게 구별해야 하는지에 대해서는 연구가 더 필요하다.

## 관련사항
- 경계선성격장애
- 대상관계이론
- 마음챙김
- 멜라니 클라인
- 변증법적 행동치료
- 안나 프로이트
- 오토 컨버그
- 자기심리학
- 자기애 분노와 자기애 손상
- 자기애 방어
- 자기애성 성격장애
- 전이
- 지그문트 프로이트
- 피에르 자네
- 하인츠 코헛

## 같이 보기
- 양가감정
- 인지적 왜곡
- 비인간화
- 충분히 좋은 부모
- 해리성 정체성 장애
- 에릭 에릭슨
- 거짓 딜레마